# Mieleśnica
Mieleśnica (biał. Мелясніца; ros. Мелесница) – wieś na Białorusi, w obwodzie brzeskim, w rejonie łuninieckim, w sielsowiecie Łunin.
W pobliżu wsi znajduje się wojskowe Lotnisko Łuniniec.

## Historia
W XIX w. 3 osady. W dwudziestoleciu międzywojennym leżała w Polsce, w województwie poleskim, w powiecie łuninieckim, do 18 kwietnia 1928 w gminie Łunin, następnie w gminie Łuniniec. Po II wojnie światowej w granicach Związku Sowieckiego. Od 1991 w niepodległej Białorusi.